# Encyclops macilentus
Encyclops macilentus là một loài bọ cánh cứng trong họ Cerambycidae.